# إيتالو
إيتالو هو لاعب كرة قدم برازيلي في مركز الهجوم، ولد في 25 يناير 1991 في ريسيفي في البرازيل.

## وصلات خارجية
- إيتالو على موقع قاعدة بيانات كرة القدم.إي يو (الإنجليزية)
- إيتالو على موقع Soccerway.com (الإنجليزية)